# Пассе (коммуна)
Пассе (нем. Passee) — община в Германии, в земле Мекленбург-Передняя Померания.
Входит в состав района Северо-Западный Мекленбург. Подчиняется управлению Нойклостер-Варин. Население составляет 184 человека (на 31 декабря 2010 года). Занимает площадь 16,14 км².